# Organización política de Hispania
La organización política de Hispania se refiere a la ordenación territorial y local de la política durante el dominio romano sobre la península ibérica.
Durante el prolongado periodo de gobierno de Roma en Hispania se produjeron sustanciales cambios en las estructuras de gobierno, así como en las divisiones administrativas del territorio que a continuación se detallarán cronológicamente.

## Divisiones provinciales
Todo el imperio romano estaba dividido en provincias. Dentro de estas provincias, se ejercía el gobierno desde una capital. Las provincias eran gobernadas por un pretor, procónsul o cónsul, dependiendo de la importancia estratégica o su conflictividad. En el caso de Hispania y a lo largo de su historia, estas estructuras de gobierno se fueron alternando a medida que la conquista del territorio se hacía efectiva y, posteriormente, en función de la adaptación de cada provincia a las costumbres y modos de vida romanos.
Las provincias romanas se dividían a su vez en «conventus» o partidos jurídicos, con sede en las ciudades más significativas de la zona.

### División provincial de la República

Primera división de Hispania en dos provincias: Citerior y Ulterior.

Desde los primeros años de presencia romana en Hispania se establecieron dos provincias: la Citerior (cercana), al norte y este, y la Ulterior (lejana), al sur y al oeste peninsular. Aunque técnicamente dividían la península ibérica en dos mitades, en la práctica el dominio romano se centraba en la costa mediterránea, y por tanto la mayor parte de la Península quedaba controlada por los pueblos autóctonos (celtíberos, galaicos,  lusitanos, ilergetes, cantabros y astures). Entre los años 218 a. C. y 205 a. C. en que los cartagineses fueron definitivamente expulsados del territorio hispánico, el poder político era ejercido desde la capital tarraconense, fundada durante la segunda guerra púnica; y posteriormente, al crearse la primera división territorial entre las provincias Citerior y Ulterior, el centro de gobierno de la última pasaría a ser ejercido desde Corduba (la actual Córdoba).

#### El gobierno de Sertorio
Quinto Sertorio, quien junto a los simpatizantes del llamado «partido popular», alineado con los intereses de las clases bajas y que favorecían a la asamblea de la plebe, se oponía al gobierno oligárquico del partido optimate, del cual era miembro el dictador Sila, se estableció en Hispania. Allí crearon de facto un gobierno republicano paralelo al de Roma, rechazando las incursiones militares que pretendían instaurar el dominio del gobierno silano durante al menos ocho años. En este tiempo, las instituciones republicanas, ya en franca decadencia en el resto del imperio, fueron mantenidas en el territorio peninsular. La vida de Sertorio acabó finalmente a causa de una conjura por parte de Perpenna, en el 72 a. C. Después de su muerte, Pompeyo derrotó al ejército sertoriano, que ya no estaba comandado por su decisivo comandante asesinado, y por ende, con los vestigios que aún quedaban del republicanismo romano.

### División provincial de Augusto

División provincial de Augusto. Hispania queda dividida en tres provincias: Tarraconensis, Baetica y Lusitania.

En el año 27 a. C., tras la conquista efectiva de la mayor parte de la Península, Octavio Augusto divide Hispania en tres provincias, llamadas Baetica, Lusitania y Tarraconensis.
Mientras las provincias Tarraconensis y Lusitania eran provincias imperiales (lo que suponía que era el propio emperador quien nombraba a sus gobernadores) debido a su mayor conflictividad, la Bética era una provincia senatorial, al ser menos conflictiva, y era el senado el que nombraba los gobernadores de esta última. Con pocos cambios, sería la división provincial de Augusto la que perduraría durante prácticamente todo el periodo imperial, ya que la siguiente gran división, la de Diocleciano, sucedería menos de cien años antes de la invasión de Hispania por las tribus bárbaras.

#### División de Caracalla

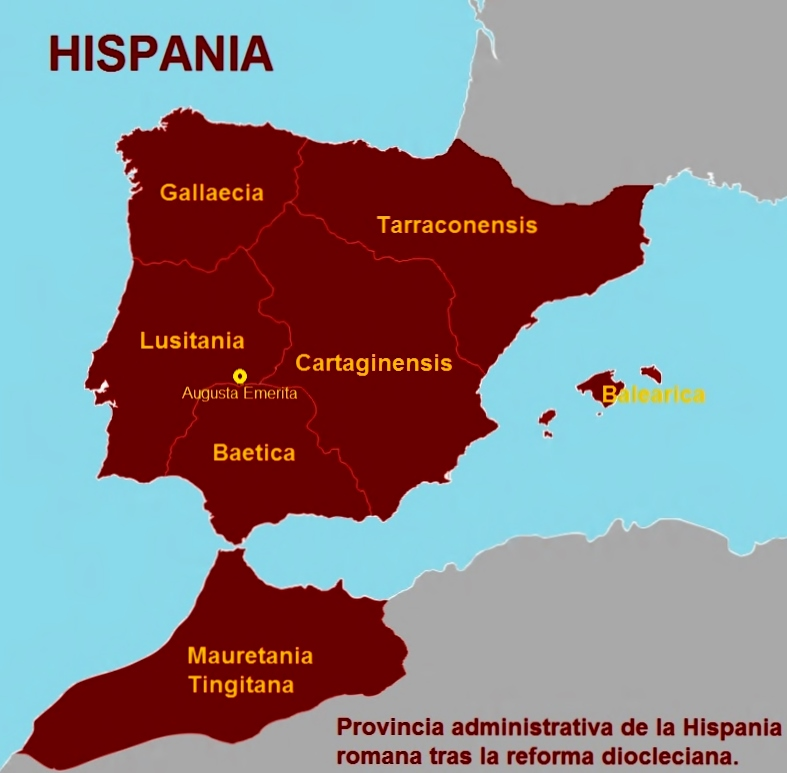
División provincial de Diocleciano en 298.

Esta fue una división de la Tarraconensis en las llamadas Provincia Hispania Nova Citerior y Asturiae-Calleciae, y duró muy poco tiempo. En el año 238, la provincia Tarraconensis fue reunificada de nuevo hasta ser dividida definitivamente por la posterior reestructuración de Diocleciano en 298.

### División provincial de Diocleciano
A finales del siglo III, el imperio romano se desmoronaba, al menos su parte occidental. Tras las épocas de anarquía y guerras civiles, el emperador Diocleciano comprende que no es posible mantener cohesionado  un imperio de la magnitud del romano, por lo que decide dividirlo por primera vez en dos entidades independientes: el Imperio romano de Occidente y el Imperio romano de Oriente. Diocleciano queda a cargo de este último, mientras Maximiano gobernará el primero. Con todo esto, Diocleciano propone en 298 una nueva división administrativa para todo el imperio, lo cual afectará a Hispania en la creación de dos nuevas provincias: la provincia Cartaginensis y la provincia de Gallaecia.
Otro de los efectos de la reorganización diocleciana es la creación de la Diocesis Hispaniarum, dependiente de la Prefectura de las Galias. La provincia de Mauritania Tingitana, en el norte de África, se incluye también en la diócesis.
A finales del siglo IV, las Islas Baleares se desgajaron administrativamente de la Cartaginense para formar una nueva provincia romana, llamada Balearica.

### La organización política local

División en "conventus"

En la Hispania romana, cada ciudad y sus habitantes tenían un estatus jurídico diferente: había colonias, municipios y ciudades no romanas. 
Para adoptar las instituciones romanas, las ciudades debían recibir antes el estatuto de municipium, lo que permitía a sus ciudadanos notables, tras el ejercicio de alguna magistratura, optar a la ciudadanía romana. 
De entre estas, algunas eran declaradas colonias romanas, es decir, parte integrante de la ciudad de Roma, y sus habitantes tenían por sí mismos el reconocimiento y los derechos de ciudadanía romana. Ser ciudadano de una colonia implicaba ser sujeto de derecho romano (con todos los derechos), aunque también había colonias de derecho latino (con algunas restricciones). En las colonias se aplicaban las mismas formas e instituciones de gobierno que en Roma.

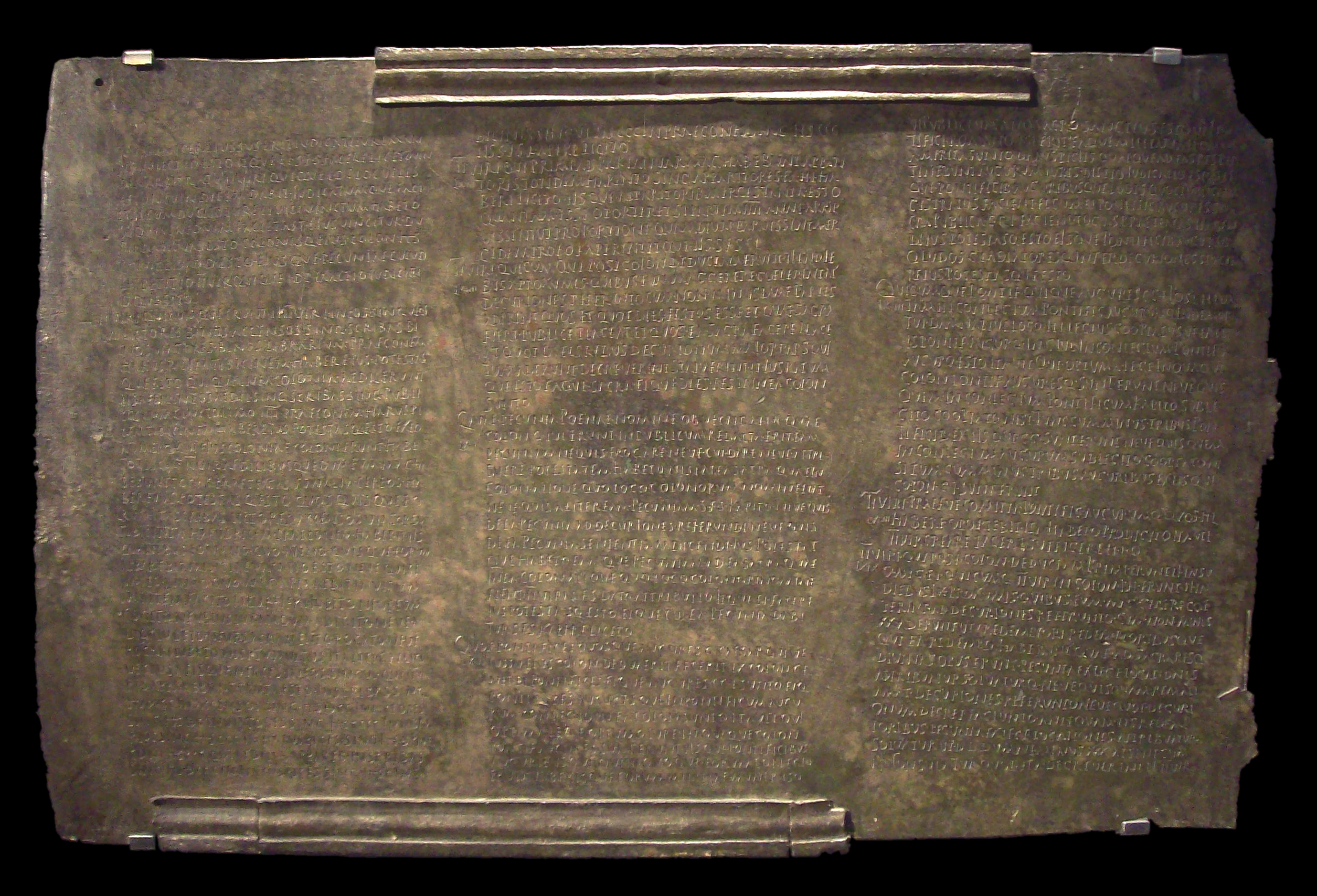
Lex Coloniae Genetivae Iuliae (M.A.N., Madrid), ley de fundación colonial de Urso (d. C.)

Las primeras ciudades privilegiadas con el estatuto de colonia romana fueron:
- Corduba (Corduba Colonia Patricia, actual Córdoba) en el 46 a. C.
- Tarraco  (Colonia Iulia Vrbs Triumphalis Tarraconensis, actual Tarragona) en el 45 a. C.
- Carthago Nova (Colonia Vrbs Iulia Nova Carthago, actual Cartagena) en el 44 a. C.
- Hispalis (Colonia Iulia Romula Hispalis, actual Sevilla) en el 45 a. C.

Ya durante el principado de Augusto se crean las colonias de:
- Emerita (Colonia Iulia Augusta Emerita, actual Mérida) en el 25 a. C.
- Cesaraugusta (Colonia Caesar Augusta, actual Zaragoza) en el 14 a. C.
- Astigi (Colonia Augusta Firma Astigi, actual Écija) en el 14 a. C.
- Illici (Colonia Iulia Ilici August, actual Elche).
- Tucci (Colonia Augusta Tuccitana, actual Martos)
- Acci (Colonia Iulia Gemela Acci, actual Guadix)

Las ciudad de Clunia (Colonia Clunia Sulpicia) fue ascendida al rango colonial durante el corto gobierno de Galba en el año 68 d C., y la ciudad de Itálica (Colonia Aelia Augusta Italica) durante el mandato de Adriano
Existen dudas sobre el estatus colonial de la ciudad de Gades (Cádiz). Las ciudades de Lucus Augusti (Lugo), Bracara Augusta (Braga) y Asturica Augusta (Astorga), importantes ciudades romanas y capitales de sus respectivos conventos jurídicos sólo alcanzaron el rango municipal.
Para alcanzar el estatuto municipal, una ciudad debía cumplir una serie de requisitos acerca de su urbanización, como contar con adecuados servicios públicos, adaptados a las costumbres y modo de vida romano. De ello debían encargarse principalmente los notables de dicha ciudad a través de las construcciones de tipo evergético destinadas a tal fin. Una vez alcanzada la consideración de municipio, sus gobernantes debían seguir impulsando y desarrollando la ciudad sufragando obras de este tipo con el fin de obtener más privilegios sociales.

### Las magistraturas locales

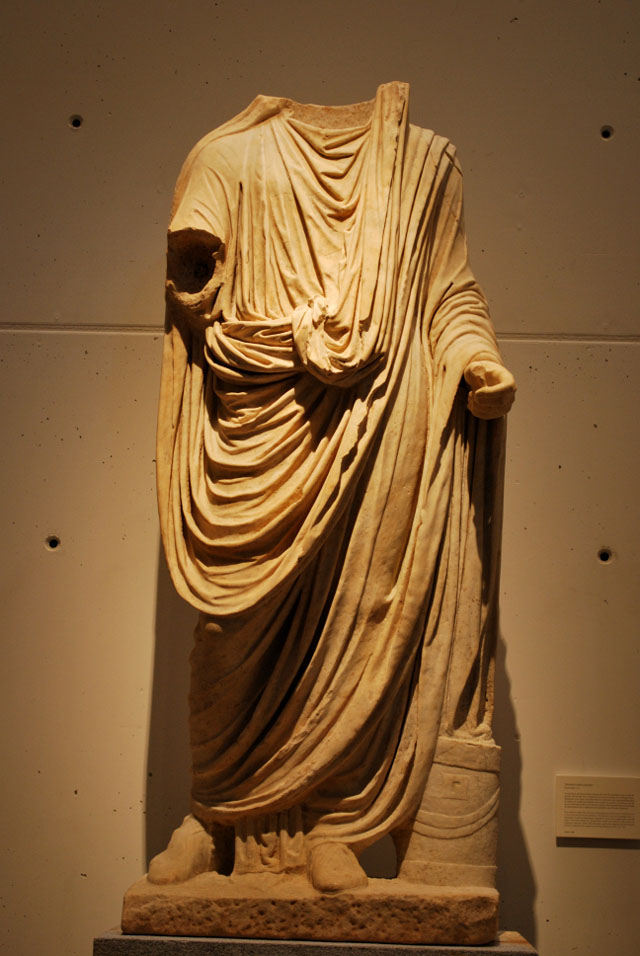
Escultura de Augusto togado que presidía la curia local de Carthago Nova.

La política local tenía su base en las magistraturas. Estas magistraturas, segmentadas en niveles, eran las encargadas del gobierno local. El periodo de vigencia de las magistraturas era de un año. De menor a mayor rango, las magistraturas se dividían en:
- Cuestores: Los cuestores eran los encargados de la recaudación y formaban el rango inferior de la magistratura. Los cuestores locales estaban en contacto con los provinciales para la administración de los impuestos.
- Ediles: Encargados de la seguridad pública y de imponer sanciones, así como de la organización de los juegos y la regulación del funcionamiento de los mercados.
- Duoviros y Quattuorviros: El «duunvirato» era el máximo rango en la magistratura local, los duoviros eran el también el máximo poder ejecutivo del municipio. Se encargaban de elaborar el censo, de la designación de los jueces, la administración de las finanzas y del cumplimiento de los preceptos religiosos en la ciudad.

Las magistraturas locales eran elegidas anualmente por sufragio entre los ciudadanos, y se elegían dos magistrados para cada una de ellas, es decir, dos cuestores, dos ediles y dos duoviros. En algunas ocasiones, los magistrados tenían derecho al veto sobre las decisiones de su colega.
Por otro lado, el acceso a la magistratura se encontraba limitado a aquellos ciudadanos cuya capacidad económica le permitiera hacer frente al pago de la «summa honoraria», una cantidad estipulada por ley de que debía gastarse en la organización de juegos, así como en otras actividades municipales, llamadas «evergéticas». Estas actividades consistían no sólo en la organización de espectáculos lúdicos, sino que incluían además la construcción de todo tipo de infraestructuras necesarias para el progreso urbano así como de templos y otros edificios de uso público. De estas actividades queda una nutrida constancia en la epigrafía repartida por toda Hispania, donde las familias importantes hacían constar su contribución al desarrollo de las ciudades. En el aspecto económico, las actividades desarrolladas por las magistraturas representaban un aporte fundamental para la economía de la zona debido a la redistribución de parte de la riqueza acumulada por estas familias.

### La curia
En determinados municipios, y dependiendo de su importancia, podía existir además una curia o senado local. La curia se elegía cada cinco años mediante la «lectio senatus», y estaba formado por aquellos ciudadanos que anteriormente hubieran ejercido las magistraturas locales, que al entrar en la curia recibían el nombre de «decuriones».

### La reforma de Vespasiano

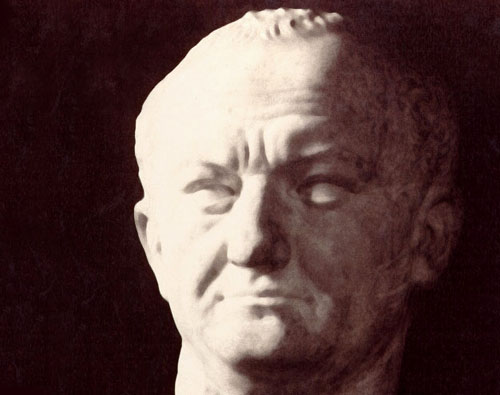
El emperador Vespasiano.

Cabe destacar dentro de la política local romana la reforma efectuada por Vespasiano en 73 o 74 d. C., promulgando en toda la Península el llamado «Edicto de Latinidad». Este edicto supuso que todas las ciudades de Hispania que aún se regían por estatutos «peregrinos» pasaron a convertirse en municipios de derecho latino. Por lo tanto, sus ciudadanos podían acceder a la ciudadanía romana tras el ejercicio de una magistratura.
Esta medida se enmarca dentro de la «Lex Flavia Municipalis», una reorganización general de las estructuras de gobierno local a lo largo y ancho del imperio que otorga las instituciones del derecho latino a todas las ciudades del mismo. Esto, más que una medida de gracia, se considera un intento de integrar a todos los territorios del imperio en una red contributiva más eficiente con el fin de incrementar los impuestos recaudados.
La reforma de Vespasiano tuvo más repercusión en el interior peninsular que en las áreas del levante y la Bética, donde la romanización de las instituciones se había producido en gran medida durante el periodo republicano y el gobierno de Augusto.